# Hadilkovité
Hadilkovité (Ophioglossaceae) je jediná čeleď řádu hadilkotvaré (Ophioglossales). Jsou to vývojově staré suchozemské kapradiny s listem rozděleným na zelenou a plodnou část. Vratička a hadilka se vyskytují i v České republice.

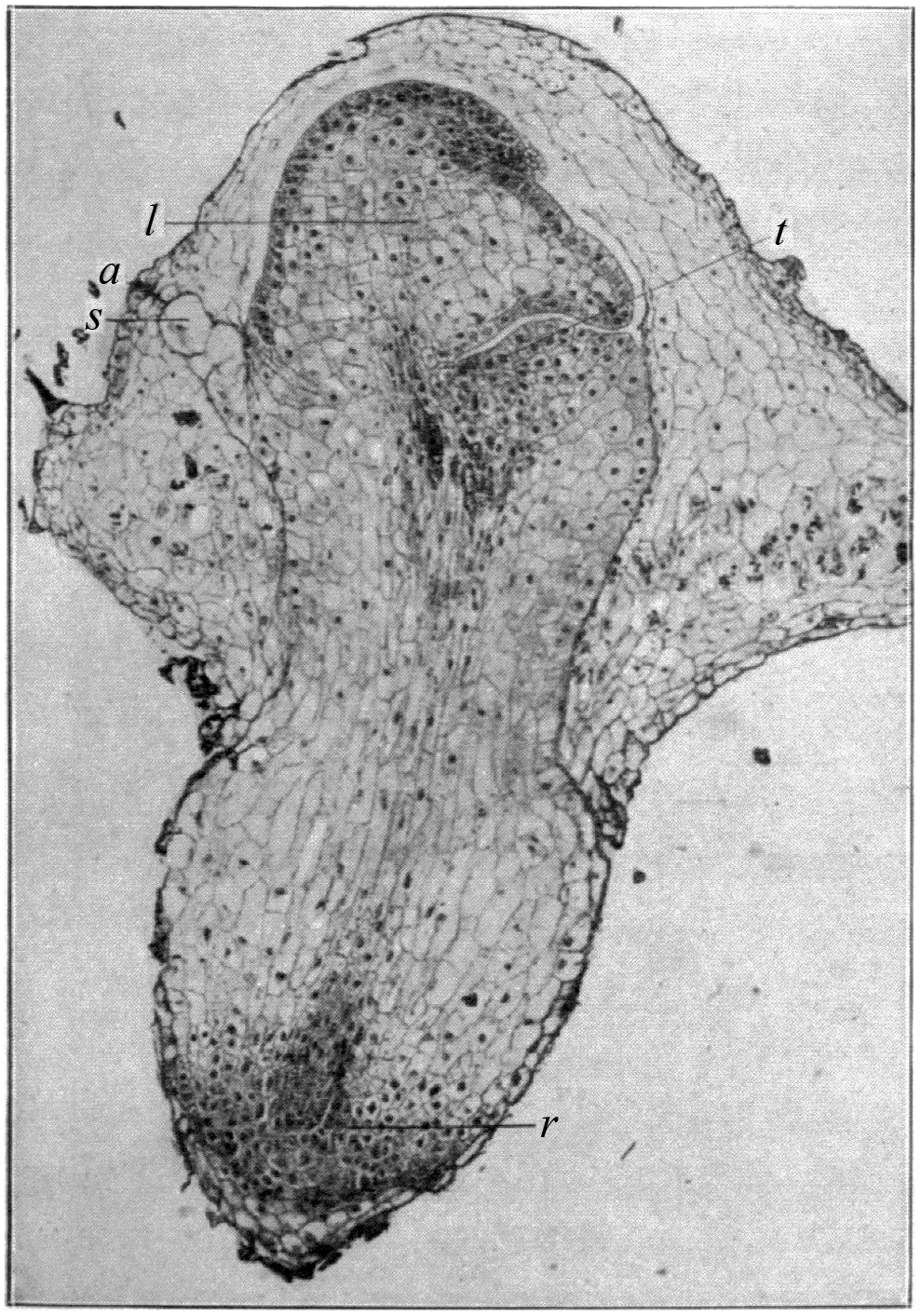
Gametofyt vratičky Botrychium dissectum

## Charakteristika
Zástupci čeledi hadilkovité jsou pozemní nebo zřídka i epifytní kapradiny. Stonek je krátký, nevětvený a většinou podzemní, bez chlupů nebo šupin. Cévní svazek je většinou celistvý, s dření ve vnitřní části (sifonostélé). List bývá jediný, rozdělený na sterilní listovou část a na fertilní část, tzv. sporofor. Na bázi řapíku může být vyvinuta pochva. Čepel listu je celistvá nebo dlanitě či mnohonásobně zpeřeně složená, dosahující délky od několika centimetrů do půl metru. Listy jsou v pupeni přeložené a nejsou spirálovitě stočené, vyrůstají prodlužovacím růstem z listových primordií. Kořeny jsou povětšinou nevětvené, kořenové vlášení je nahrazeno hyfami mykorhizních hub.
Sporangia mají tlustou stěnu a jsou jednotlivá nebo v synangiích, nejsou však sdružena do výtrusných kupek. Vytvářejí se na větvích sporoforu nebo je sporofor klasovitý a sporangia jsou zanořena do jeho tkáně. Sporangia obsahují velký počet spor. Gametofyt je podzemní, nezelený, dlouhověký, vyživující se mykorhizou, nejčastěji nepravidelně protáhlý až téměř kulovitý, někdy i větvený.

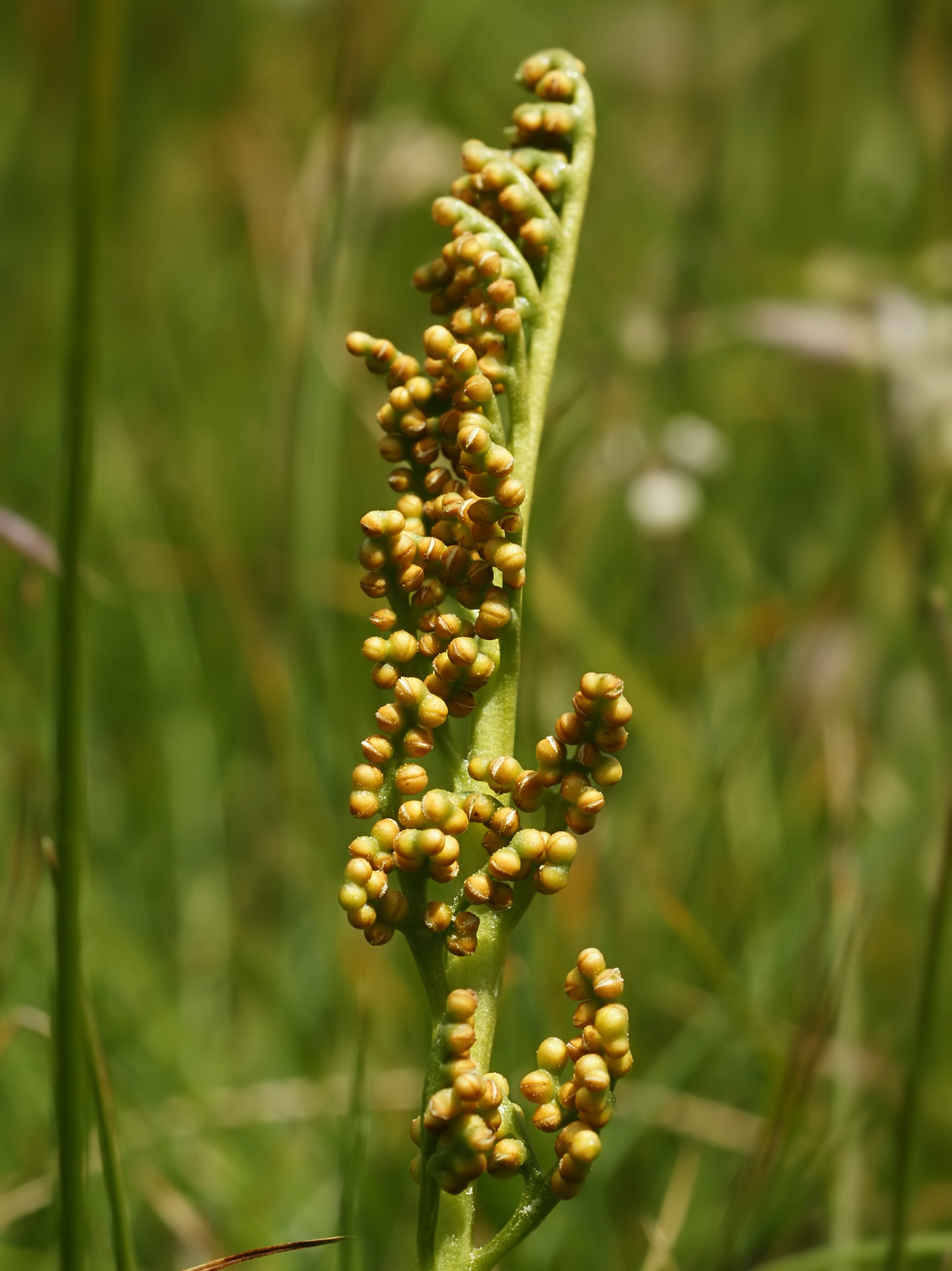
Sporangia vratičky měsíční (Botrychium lunaria)
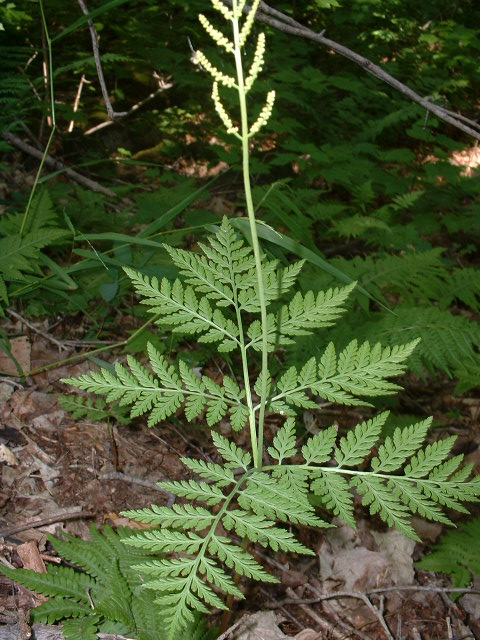
Vratička Botrychium virginianum
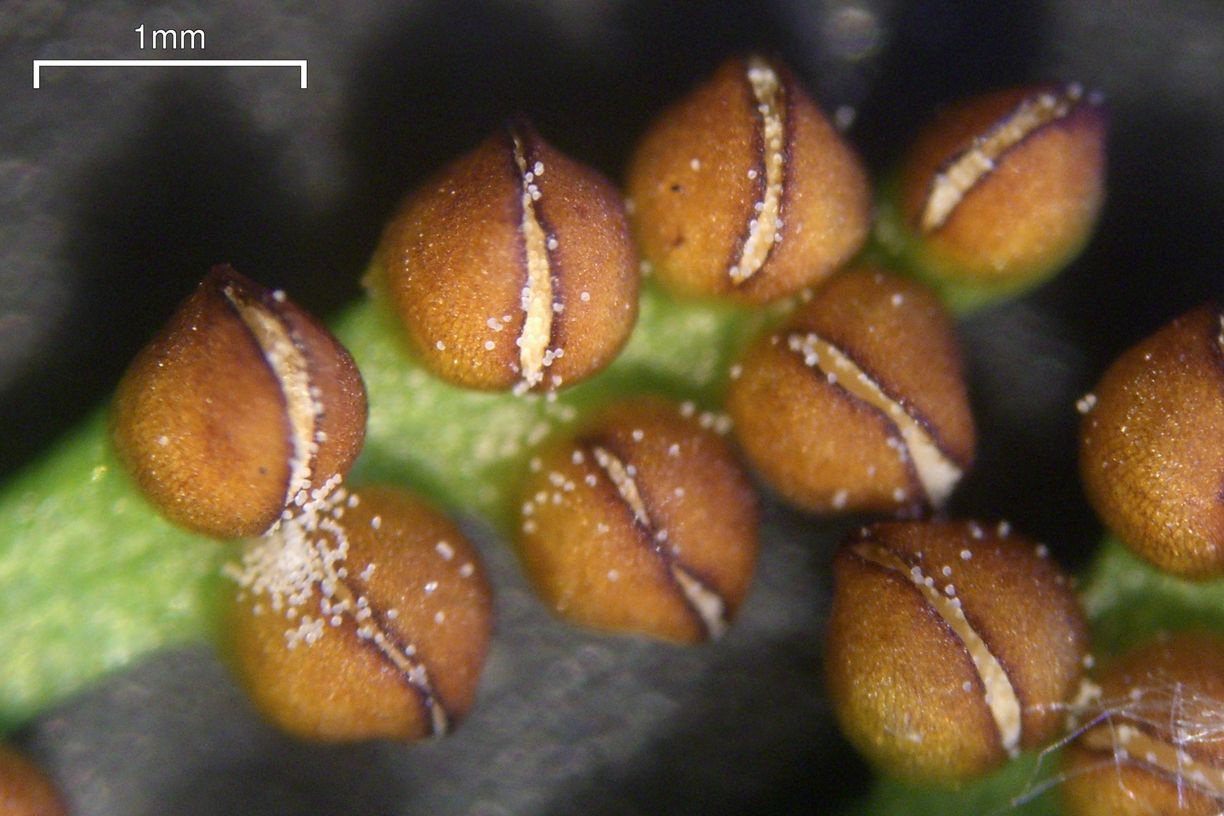
Detail výtrusnic vratičky Botrychium pinnatum
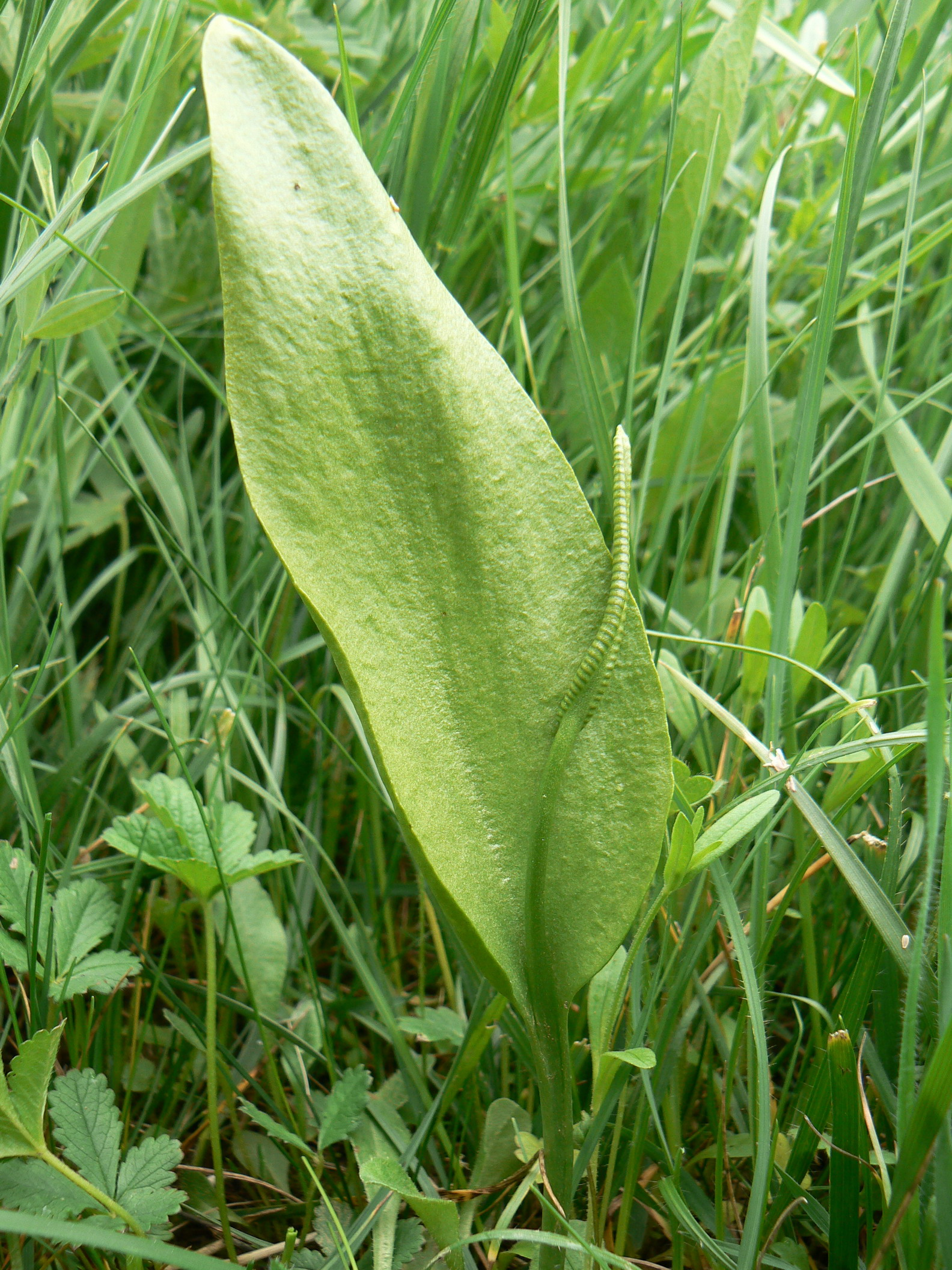
Hadilka obecná (Ophioglossum vulgatum)
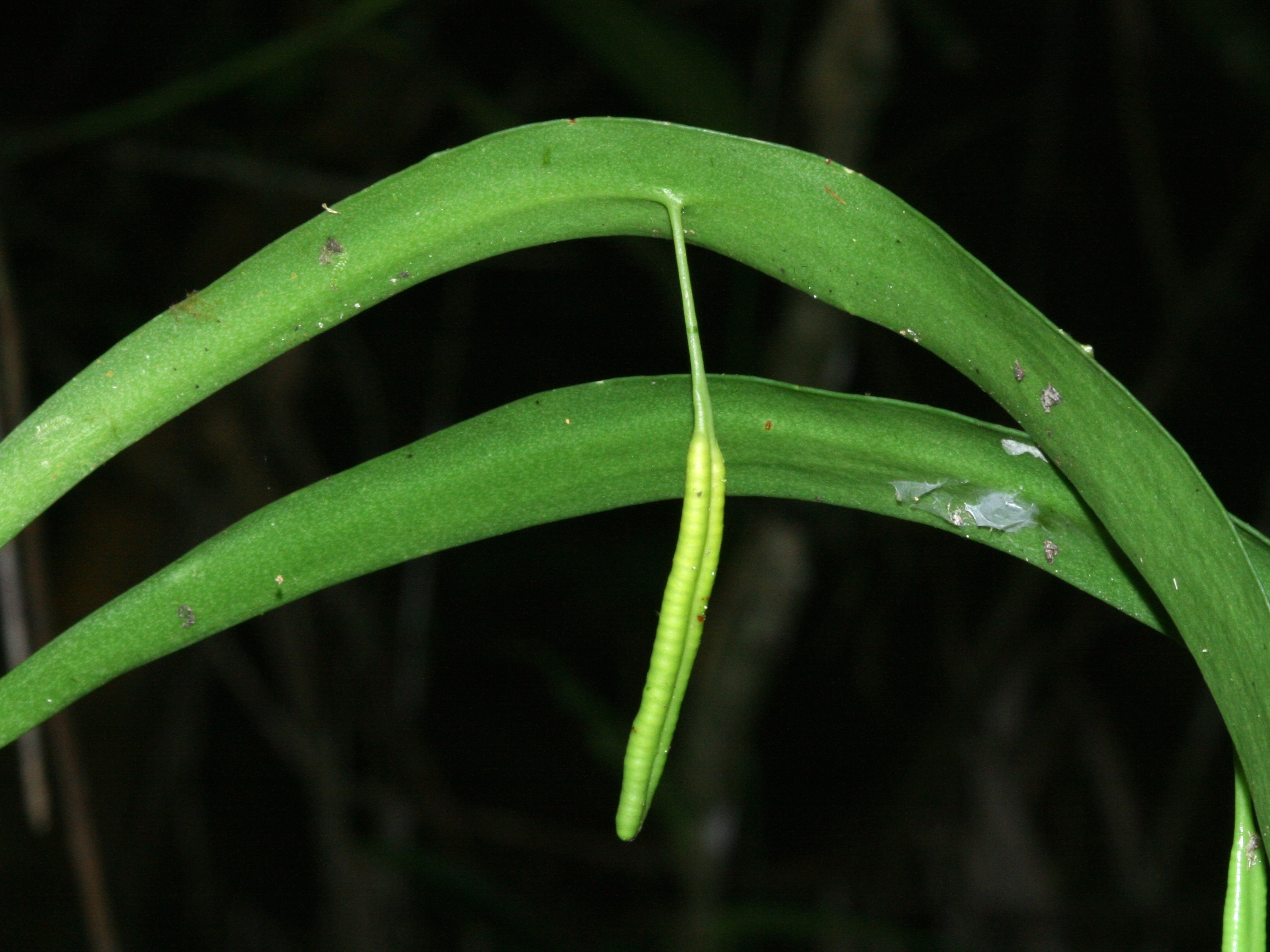
Epifytní hadilka Ophioglossum pendulum

## Rozšíření
Hadilkovité zahrnují asi 80 druhů ve 4 rodech (klasifikace s rody v širším pojetí), případně přes 110 druhů v 11 rodech (v užším pojetí, včetně nově popsaného rodu Sahashia). Jsou rozšířeny téměř po celém světě, v tropech i v mírném pásu. V květeně České republiky se v současnosti vyskytují 3 druhy vratičky (Botrychium) a hadilka obecná (Ophioglossum vulgatum). Další druh vratičky (vratička jednoduchá, Botrychium simplex) je veden jako nezvěstný. V evropské květeně je zastoupeno celkem 7 druhů vratičky (Botrychium) a 4 druhy hadilky (Ophioglossum).

## Taxonomie
Hadilkovité jsou jedny z vývojově nejstarších žijících kapradin. Molekulárními studiemi bylo zjištěno, že jsou sesterskou čeledí Psilotaceae, po morfologické stránce jsou však velmi rozdílné. Pojetí rodů je v čeledi hadilkovité poněkud nejednotné, např. vratička mnohoklaná (Botrychium multifidum) bývá při úzkém pojetí rodů (použitém např. v Květeně ČR) řazena spolu s několika dalšími cizokrajnými druhy do rodu vratičkovec (Sceptridium).
U rodu hadilka byl zjištěn největší počet chromozomů v rostlinné říši, 2n = 1400.
Čeleď se člení na 4 přirozené podčeledi:
- Mankyuoideae (rod Mankyua),
- Botrychioideae (rody Botrychium – vratička, Botrypus – vratičník, Holubiella, Japanobotrychium, Sahashia, Sceptridium – vratičkovec),
- Helminthostachyoideae (rod Helminthostachys – hlízelka),
- Ophioglossoideae (rody Goswamia, Haukia, Cheiroglossa, Ophioderma, Ophioglossum – hadilka/hadí jazyk, Rhizoglossum, Whittieria).

V širším pojetí rodů, použitém v některých systémech, jsou druhy z každé z podčeledí přiřazeny jedinému rodu, tedy Mankyua, Botrychium – vratička, Helminthostachys – hlízelka a Ophioglossum – hadilka.
Fylogenetické analýzy se shodují v tom, že čeledi Botrychioideae a Helminthostachyoideae jsou sesterské klady. Jednota zatím není v identifikaci bazální větve čeledi Ophioglossaceae. Podle markerů v plastidovém genomu má nejbazálnější postavení podčeleď Mankyuoideae, zahrnou-li se do fylogenetické studie morfologické charakteristiky, pak se nejbazálněji odvětvuje podčeleď Ophioglossoideae:

|  | Mankyuoideae                                                             |
|  |                                                                          |
|  | \| \| Botrychioideae \| \| \| \| \| \| Helminthostachyoideae \| \| \| \| |
|  |                                                                          |
|  | Ophioglossoideae                                                         |
|  |                                                                          |
|  | Botrychioideae                                                           |
|  |                                                                          |
|  | Helminthostachyoideae                                                    |
|  |                                                                          |

|  | Botrychioideae        |
|  |                       |
|  | Helminthostachyoideae |
|  |                       |

## Historie
Ačkoliv jsou hadilkovité vývojově stará skupina kapradin, ve fosilních záznamech se dochovaly velmi málo. Je to dáno tím, že nikdy netvořily podstatnou součást vegetace a v jejich tkáních není vyvinuto sklerenchymatické pletivo a tudíž se rychle rozpadají. Nejstarší dobře dochovalé sterilní i fertilní části pocházejí z kanadského paleocénu. Dřívější nálezy v podstatě chybějí, pouze v bývalém Sovětském Svazu byly nalezeny jednotlivé spory křídového a jurského stáří.

## Zástupci
- hadilka (Ophioglossum)
- vratička (Botrychium)